# Al Jaffee

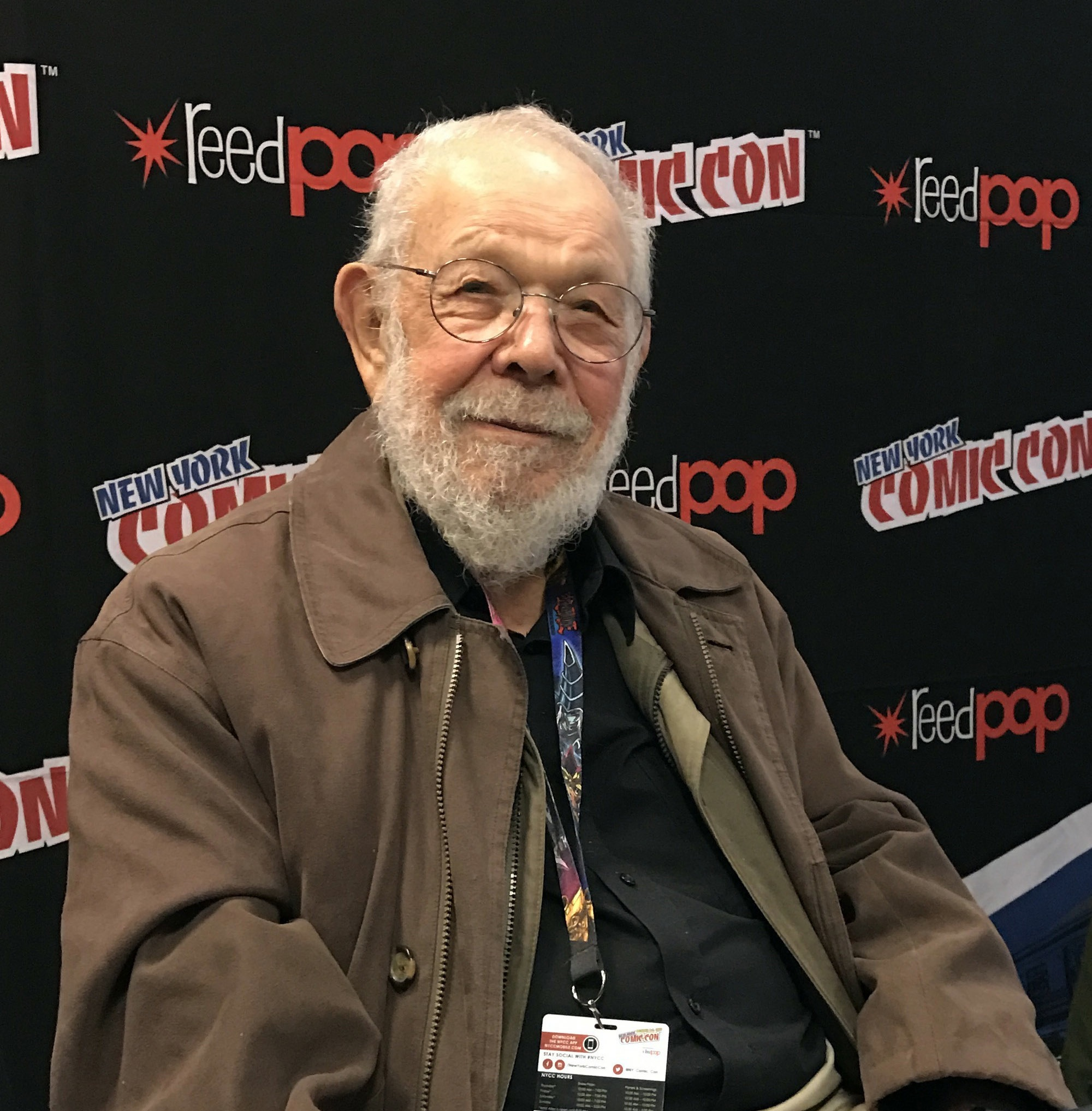
Al Jaffee (2016)

Allan „Al“ Jaffee (* 13. März 1921 in Savannah, Georgia, als Abraham Jaffee; † 10. April 2023 in New York City) war ein US-amerikanischer Cartoonist, vor allem bekannt wegen seiner Arbeiten für das MAD-Magazin.

## Leben
Seine Eltern Mildred und Morris Jaffee waren Juden litauischer Abstammung. Die Mutter kehrte mit den vier Söhnen 1927 in ihren Heimatort Zarasai in Litauen zurück. 1928 holte der Vater die Kinder zurück in die USA, aber bald darauf nahm die Mutter die Kinder wieder mit nach Litauen. Erst im Jahr 1933 holte der Vater die drei ältesten Kinder wieder in die USA, der jüngste Bruder folgte schließlich 1940. Während des Zweiten Weltkriegs trat Abraham den US-Streitkräften bei und wirkte dort vorrangig am Entwurf von Gebäudegrundrissen mit. Die freie Namenswahl bei der Armee nutzte er, um seinen Vornamen in Allan umwandeln zu lassen.
Er begann seine Karriere 1941 als Zeichner und Texter des Inferior Man bei Quality Comics und später bei Marvel Comics. 1955 stieß er zum Magazin MAD, das erst wenige Jahre vorher von Jaffees Highschool-Freund Harvey Kurtzman gegründet worden war. 1964 erfand er das „MAD-Faltblatt“ (bzw. im Amerikanischen „Fold-in“ in Anlehnung an das „Fold-out“ des Playboy und anderer Magazine). Das Faltblatt, das meist auf der Innenseite des hinteren Deckblatts erschien, ist ein Bild, das unter einer gegebenen Frage erst eine mehr oder weniger nichtssagende Antwort gibt. Wenn man jedoch durch Verknicken der Seite den mittleren Teil verdeckt, ergibt sich ein neues „verstecktes“ Bild und eine oft lustige Antwort. Das Faltblatt war ein fester Bestandteil des MAD. In der deutschen Ausgabe wurde es auch ein paar Mal von Ivica Astalos gezeichnet.
Darüber hinaus steuerte Jaffee viele andere Beiträge sowohl als Zeichner als auch als Texter bei. Dazu gehören auch Kluge Antworten auf dumme Fragen und Artikel über fiktive Erfindungen, von denen es einige Jahre später in die Serienproduktion schafften. Außer für MAD arbeitete Jaffee für Werbung und illustrierte Kinderbücher.
Im Alter von 99 Jahren zog sich Jaffee 2020 aus dem Berufsleben zurück. Sein letztes Fold-in, das im August 2020 in MAD erschien, hatte er bereits Jahre zuvor für den Fall seines unerwarteten Todes als Abschiedsbotschaft an seine Leser gezeichnet. Die Fold-ins werden seitdem von Johnny Sampson fortgeführt.